# Озеро «Бездонне»
О́зеро «Бездо́нне» — гідрологічна пам'ятка природи місцевого значення в Україні. Розташована в межах Заставнівського району Чернівецької області, на південь від села Прилипче і за прибл. 1 км на північний захід від села Степанівка. 
Площа 3,4 га. Статус надано згідно з рішенням облвиконкому від 17.03.1992 року № 72. Перебуває у віданні: Прилипченська сільська рада. 
Статус надано для збереження типового карстового озера у привододільній частині Прут-Дністровського межиріччя. Являє собою асиметричну карстову лійку завдовжки бл. 200 м і завширшки до 120 м. Північний берег крутий, південний і східний — пологий. Час від часу озеро міліє через понори біля північного берега.

## Галерея

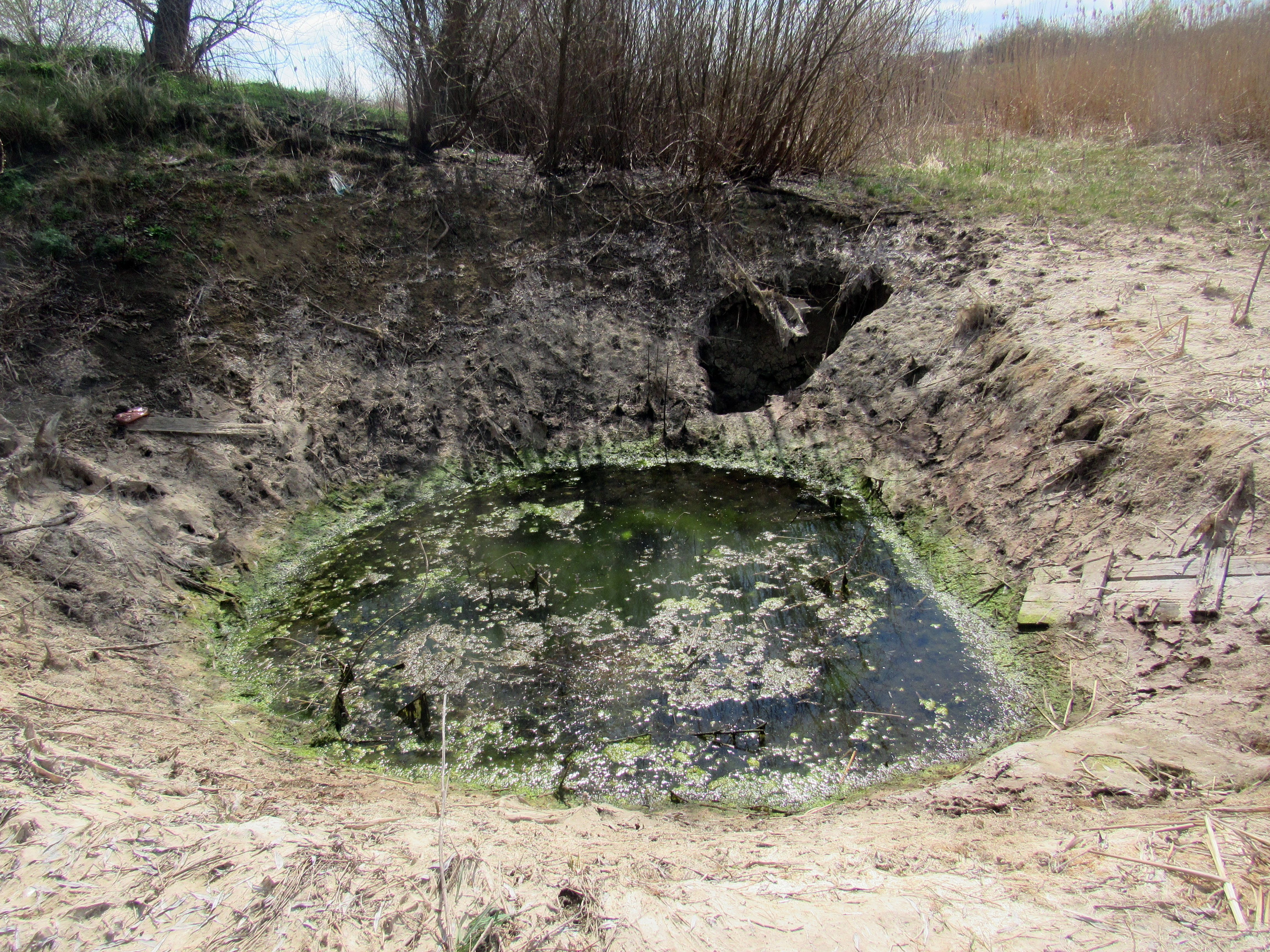
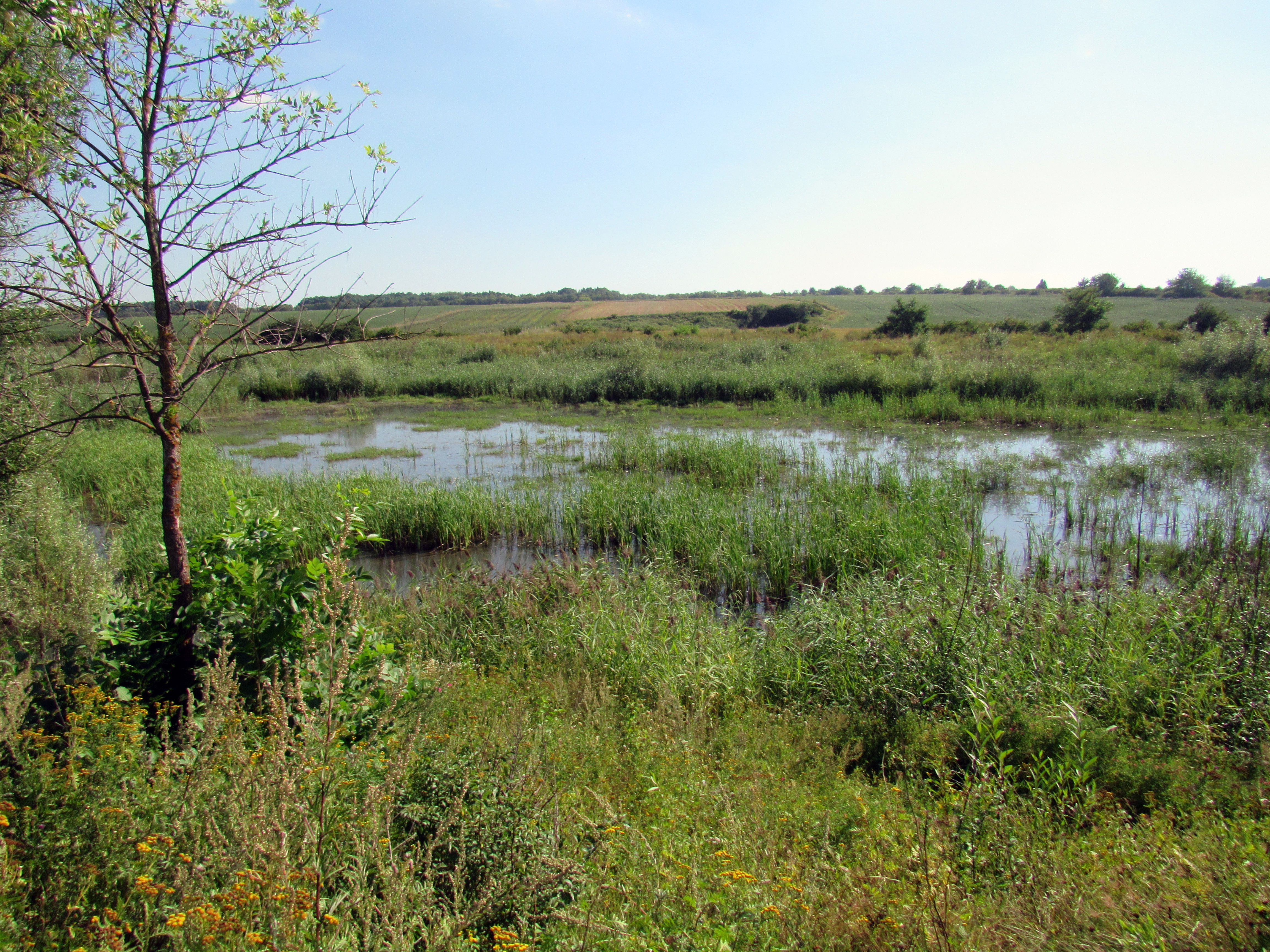